# Étuveuse à pommes de terre

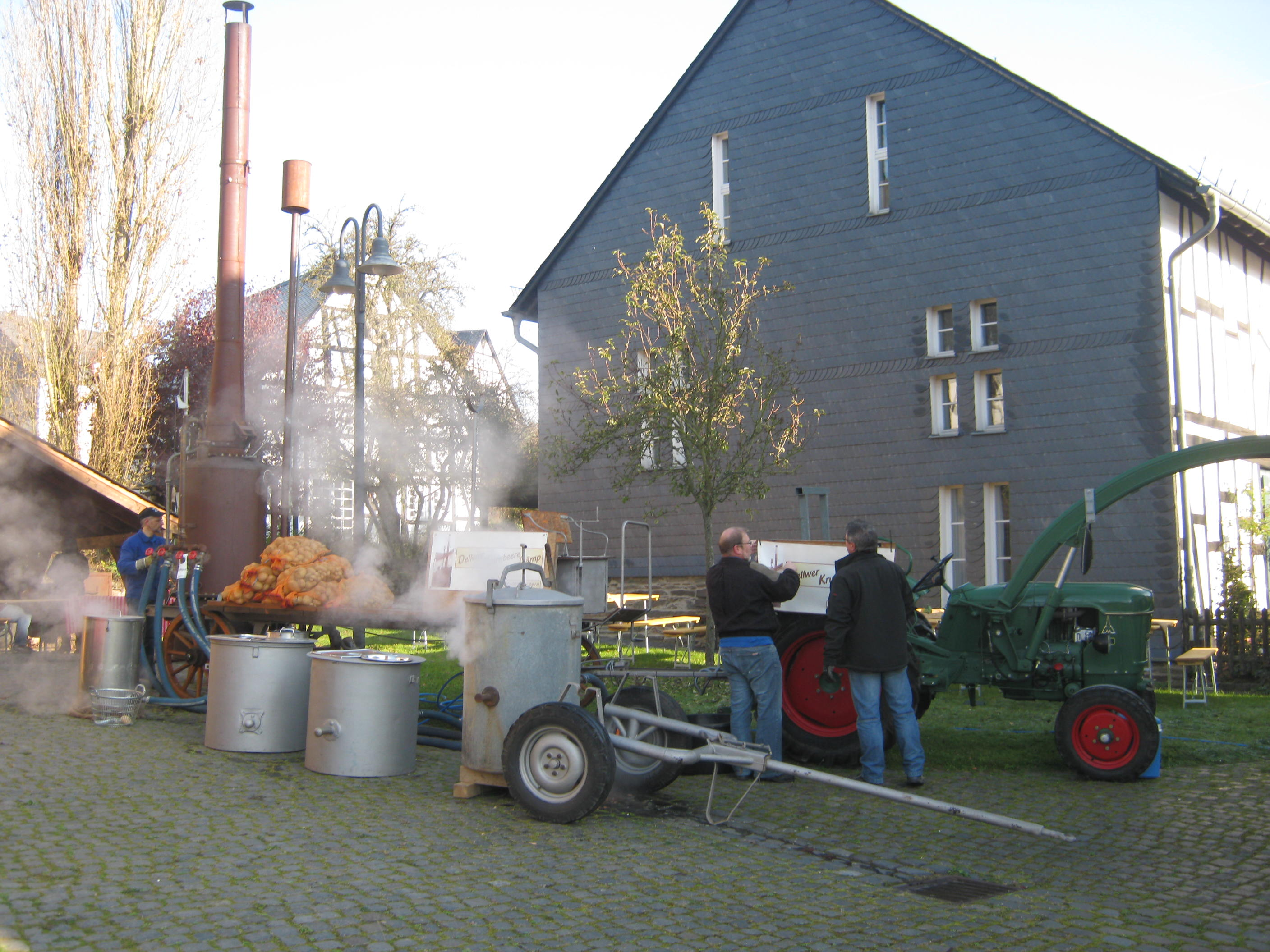
Étuveuse à pommes de terre mobile en opération à Neuerkirch (Allemagne).

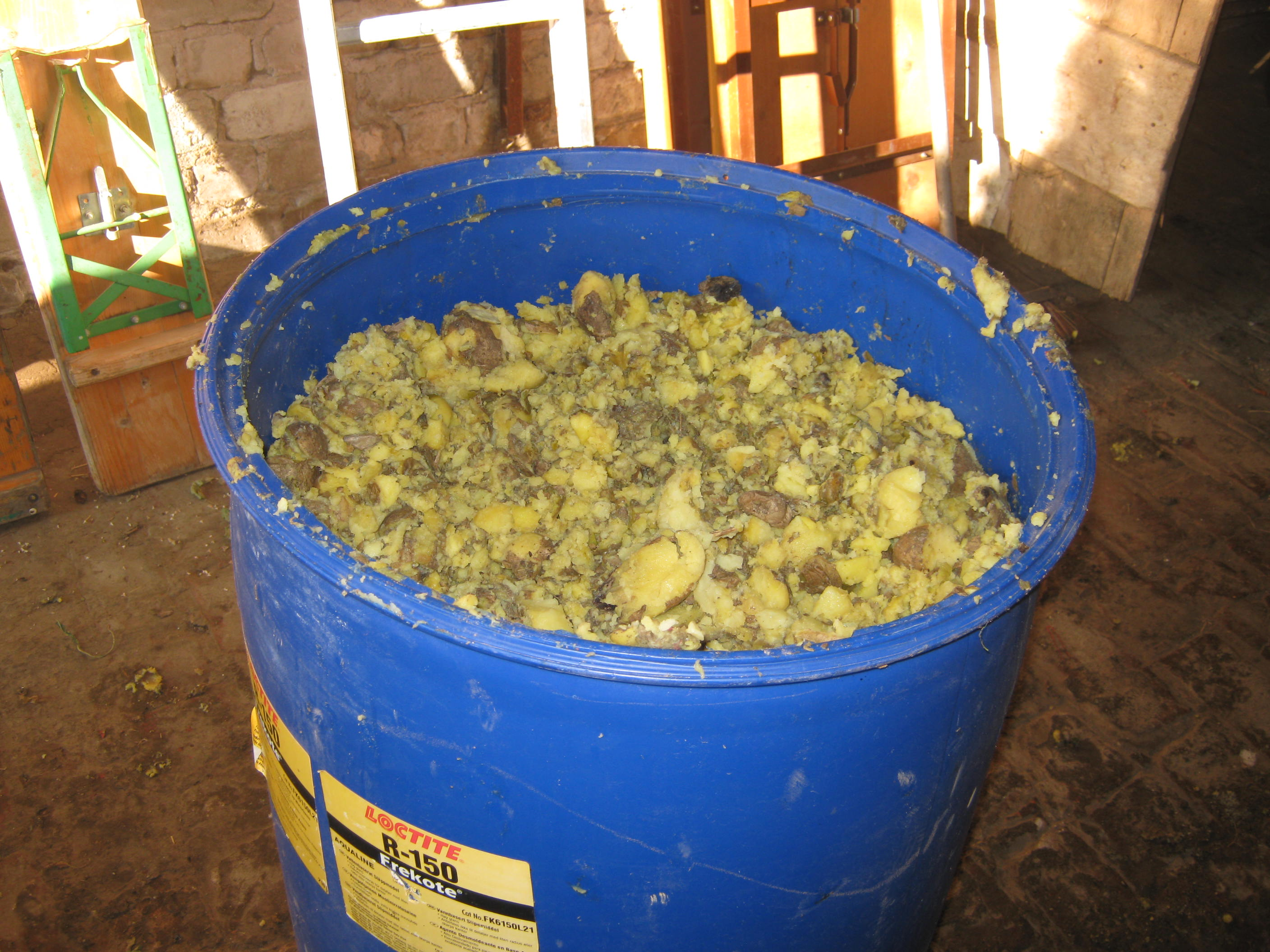
Pommes de terre cuites dans un fût alimentaire.

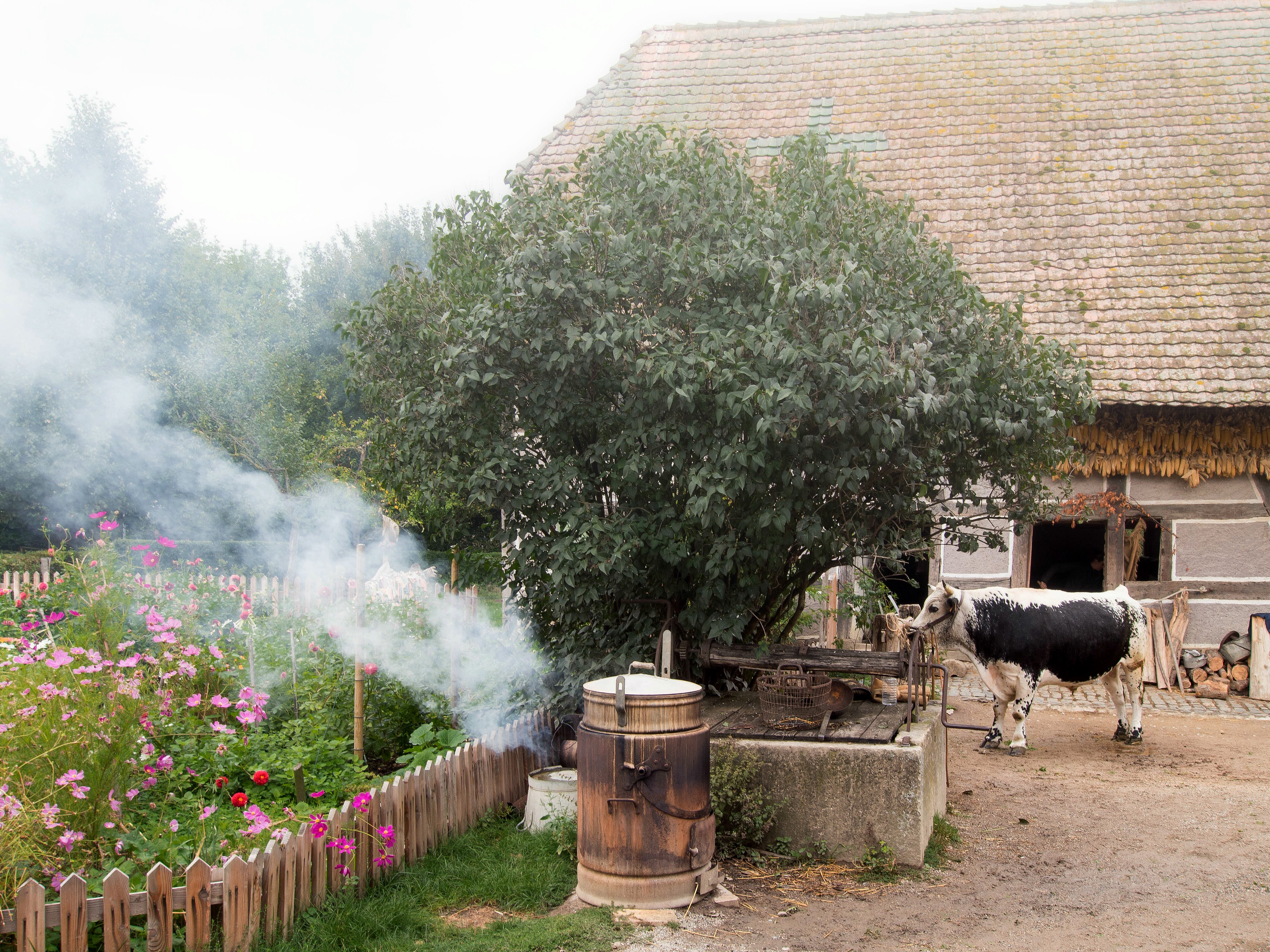
Écomusée d'Alsace, Étuveuse à pommes de terre

Une étuveuse à pommes de terre, ou « cuiseuse » à pommes de terre, est un équipement agricole servant à cuire à la vapeur les pommes de terre fourragères destinées notamment à l'alimentation des porcs.
Ces appareils ont été utilisés jusque dans les années 1970, en particulier dans des pays comme l'Allemagne et le Danemark, producteurs importants de porcs et qui disposaient de pommes de terre en abondance. 

## Objectif
Les porcs ne peuvent pas, contrairement aux ruminants, digérer les tubercules crus, à cause de la présence de facteurs antinutritionnels et de la mauvaise digestibilité de la fécule ; c'est pourquoi les pommes de terre fourragères doivent être cuites avant leur distribution aux animaux. Les pommes de terre cuites peuvent être conservées dans des silos pendant plusieurs mois, ce qui permet d'étaler leur utilisation dans le temps et d'approvisionner régulièrement les élevages. 

## Description
Les étuveuse à pommes de terre peuvent être utilisées à poste fixe ou bien montées sur des châssis mobiles. L'intérêt des installations mobiles est qu'elles permettent d'éviter la manutention et le transport des pommes de terre et les coûts correspondants, particulièrement lorsque les quantités à traiter sont importantes.
Dans le cas d'une installation fixe, on peut le cas échéant recourir à une source de vapeur locale.  
Une étuveuse mobile se compose d'un châssis équipé de roues (à pneumatiques pour les appareils les plus récents) sur lequel repose la chaudière, verticale ou horizontale, surmontée d'une cheminée et dotée de prises de vapeur reliées par des tuyaux de caoutchouc aux bacs de cuisson.
Ceux-ci, au nombre de trois ou quatre, sont fermés par des couvercles hermétiques fixés par des écrous à oreilles et ont une capacité de l'ordre de 400 litres pour 300 kg de pommes de terre environ. Ils sont manipulés à l'aide d'un chariot-baladeur à deux roues. Pendant le transport, ils sont fixés sur le châssis et le chariot-baladeur est attelé à l'arrière. 
Le rendement est d'environ une tonne de pommes de terre cuites à l'heure. L'énergie est fournie par un réservoir de gazole, ou pour les modèles anciens par du charbon. L'eau est pompée à partir d'une source locale.